# Dejan Lazarević (zanger)
Dejan Lazarević (geboren te Sarajevo) is een Bosnisch zanger.

## Biografie
Lazarević werd geboren in Sarajevo en groeide daar uit tot een gekende naam in de muziekwereld. Vele van zijn nummers verheerlijken zijn geboortestad. Tijdens de Bosnische Burgeroorlog werd hij zwaargewond door een rondvliegende granaatscherf, en was geruime tijd aan zijn arm verlamd. Desondanks zette hij zijn carrière voort, onder meer met liederen over de belegering van zijn stad. 
Lazarević is internationaal vooral bekend omwille van zijn deelname aan het Eurovisiesongfestival 1994. Hij werd samen met Alma Čardžić intern aangeduid door de Bosnische openbare omroep. Met het nummer Ostani kraj mene eindigde het duo op de vijftiende plaats. De Bosnische bijdrage werd herinnerd vanwege de minutenlange staande ovatie van het publiek, als erkenning voor diens lijden en dat van het hele Bosnische volk.
1993: Fazla · 
1994: Alma & Dejan · 
1995: Davor Popović · 
1996: Amila Glamočak · 
1997: Alma Čardžić · 
1999: Dino & Béatrice · 
2001: Nino Pršeš · 
2002: Maja Tatić · 
2003: Mija Martina · 
2004: Deen · 
2005: Feminnem · 
2006: Hari Mata Hari · 
2007: Marija Šestić · 
2008: Laka · 
2009: Regina · 
2010: Vukašin Brajić · 
2011: Dino Merlin · 
2012: Maya Sar · 
2016: Dalal & Deen feat. Ana Rucner & Jala